# قرار مجلس الأمن التابع للأمم المتحدة رقم 1273
قرار مجلس الأمن التابع للأمم المتحدة رقم 1273، المتخذ بالإجماع في 5 تشرين الثاني / نوفمبر 1999، بعد إعادة تأكيد القرارين 1234 (1999) و1258 (1999) بشأن الحالة في جمهورية الكونغو الديمقراطية، مدد المجلس نشر 90 من أفراد الاتصال العسكري كجزء من جهود لمساعدة عملية السلام في البلاد حتى 15 يناير 2000.
وأكد مجلس الأمن من جديد اتفاق لوساكا لوقف إطلاق النار الذي يمثل حلا للصراع في جمهورية الكونغو الديمقراطية. وأشار إلى نشر أفراد الاتصال العسكريين التابعين للأمم المتحدة في عواصم الدول الموقعة على اتفاق وقف إطلاق النار الموقع في لوساكا. تم حث جميع الأطراف على التعاون مع فريق المسح الفني الذي تم إرساله إلى جمهورية الكونغو الديمقراطية لتقييم ظروف نشر قوات الأمم المتحدة في البلاد.
بعد تمديد ولاية أفراد الاتصال العسكري، طلب المجلس من الأمين العام كوفي عنان تقديم تقرير عن التطورات في جمهورية الكونغو الديمقراطية وعن مستقبل وجود الأمم المتحدة في البلد. وأخيرا، تم حث جميع الأطراف المعنية على مواصلة الالتزام بأحكام اتفاق وقف إطلاق النار.

## روابط خارجية
- نص القرار في undocs.org